# Plurale fratto
Il plurale fratto è una caratteristica grammaticale delle lingue semitiche, e in particolar modo della lingua araba. In tali lingue il plurale viene ottenuto sia tramite dei suffissi (in tale caso si parla di "plurale esterno" o "sano"), sia mediante modifiche del vocalismo interno alla radice stessa ("plurale interno" o "fratto"), sia infine con modificazioni vocaliche e suffissi ("plurale misto").

## Il plurale fratto arabo
Come tutte le lingue semitiche, l'arabo ha la caratteristica di essere una lingua che si basa su radici di tre consonanti, che rappresentano un concetto di base sul quale modellare tutte le altre parole derivate. Il classico esempio è quello della radice ktb (كتب), legata al concetto di "scrivere", dal quale derivano le parole kataba (egli scrisse), kitāb (libro), kutub (libri), kātib (scrittore), maktūb (scritto) ecc.
Per la formazione del plurale, la lingua araba ricorre di regola al plurale fratto, ossia modificando la struttura interna della parola. Si dice "fratto", ossia "rotto", perché tale formazione "rompe" lo schema di vocalizzazione del singolare (es. miftāḥ > mafātīḥ). Tale modifica può consistere nell'aggiunta, sostituzione o rimozione di vocali e "lettere deboli"; non vi è una regola generale, ma una serie di schemi che possono applicarsi a sostantivi e aggettivi. Tra l'altro, a un paradigma di singolare possono corrispondere più paradigmi di plurale fratto, e viceversa, cosicché il plurale fratto è normalmente indicato nei dizionari.

### I plurali fratti più ricorrenti
| schema singolare | es. 1 | traslitt.            | schema plurale fratto | es. 1  | traslitt.            | plurali analoghi                                                         |
| ---------------- | ----- | -------------------- | --------------------- | ------ | -------------------- | ------------------------------------------------------------------------ |
| ᵊiᵊāᵊ            | كتاب  | kitāb (libro)        | ᵊuᵊuᵊ                 | كتب    | kutub (libri)        |                                                                          |
| ᵊaᵊīᵊa           | سفينة | safīna (nave)        | ᵊuᵊuᵊ                 | سفن    | sufun (navi)         | ǧuzur (isole), mudun (città)                                             |
| ᵊaᵊīᵊ            | جديد  | ǧadīd (nuovo)        | ᵊuᵊuᵊ                 | جدد    | ǧudud (nuovi)        |                                                                          |
| ᵊuᵊᵊa            | غرفة  | ġurfa (stanza)       | ᵊuᵊaᵊ                 | غرف    | ġuraf (stanze)       |                                                                          |
| ᵊaᵊᵊa            | شقة   | šaqqa (appartamento) | ᵊuᵊaᵊ                 | شقق    | šuqaq (appartamenti) |                                                                          |
| ᵊiᵊᵊ             | قط    | qiṭṭ (gatto)         | ᵊiᵊaᵊ                 | قطط    | qiṭaṭ (gatti)        |                                                                          |
| ᵊaᵊaᵊ            | سبب   | sabab (causa)        | aᵊᵊāᵊ                 | أسباب  | ’asbāb (cause)       | ’awlād (ragazzi), ’aqlām (penne)                                         |
| ᵊuᵊᵊ             | حلم   | ḥulm (sogno)         | aᵊᵊāᵊ                 | أحلام  | ’aḥlām (sogni)       |                                                                          |
| ᵊaᵊᵊ             | يوم   | yawm (giorno)        | aᵊᵊāᵊ                 | أيام   | ’ayyām (giorni)      |                                                                          |
| ᵊaᵊᵊ             | بنك   | bank (banca)         | ᵊuᵊūᵊ                 | بنوك   | bunūk (banche)       | qulūb (cuori), funūn (arti), ḥuqūq (diritti), buyūt (case), šumūs (soli) |
| ᵊaᵊᵊ             | كلب   | kalb (cane)          | ᵊiᵊāᵊ                 | كلاب   | kilāb (cani)         |                                                                          |
| ᵊaᵊuᵊ            | رجل   | raǧul (uomo)         | ᵊiᵊāᵊ                 | رجال   | riǧāl (uomini)       |                                                                          |
| ᵊāᵊiᵊ            | كاتب  | kātib (scrittore)    | ᵊuᵊᵊāᵊ                | كتاب   | kuttāb (scrittori)   | ṭullāb (studenti)                                                        |
| ᵊaᵊīᵊ            | صديق  | ṣadīq (amico)        | aᵊᵊiᵊā’               | أصدقاء | ’aṣdiqā’ (amici)     | ’aṭibbā’ (medici)                                                        |
| ᵊaᵊīᵊ            | سعيد  | sa‘īd (felice)       | ᵊuᵊaᵊā’               | سعداء  | su‘adā’ (felici)     | qudamā’ (antichi), wuzarā’ (ministri)                                    |
| ᵊiᵊāᵊa           | رسالة | risāla (lettera)     | ᵊaᵊā’iᵊ               | رسائل  | rasā’il (lettere)    |                                                                          |
| ᵊaᵊīᵊa           | جزيرة | ǧazīra (isola)       | ᵊaᵊā’iᵊ               | جزائر  | ǧazā’ir (isole)      | ḥaqā’ib (valigie)                                                        |
| maᵊᵊaᵊ           | ملبس  | malbas (vestito)     | maᵊāᵊiᵊ               | ملابس  | malābis (vestiti)    | makātib (uffici)                                                         |
| maᵊᵊiᵊ           | مسجد  | masǧid (moschea)     | maᵊāᵊiᵊ               | مساجد  | masāǧid (moschee)    | manāzil (case)                                                           |
| miᵊᵊaᵊa          | منطقة | minṭaqa (luogo)      | maᵊāᵊiᵊ               | مناطق  | manāṭiq (luoghi)     |                                                                          |
| miᵊᵊāᵊ           | مفتاح | miftāḥ (chiave)      | maᵊāᵊīᵊ               | مفاتيح | mafātīḥ (chiavi)     |                                                                          |
| maᵊᵊūᵊ           | مكتوب | maktūb (messaggio)   | maᵊāᵊīᵊ               | مكاتيب | makātīb (messaggi)   |                                                                          |
| ᵊaᵊᵊaᵊ           | دفتر  | daftar (quaderno)    | ᵊaᵊāᵊiᵊ               | دفاتر  | dafātir (quaderni)   |                                                                          |
| ᵊuᵊᵊuᵊ           | فندق  | funduq (albergo)     | ᵊaᵊāᵊiᵊ               | فنادق  | fanādiq (alberghi)   |                                                                          |